# Летуш
Летуш (словен. Letuš) је насељено место у општини Брасловче, Савињска регија, Словенија.

## Историја
До територијалне реорганизације у Словенији био је у саставу старе општине Жалец.

## Становништво
У попису становништва из 2011. године, Летуш је имао 785 становника.
| Број становника према пописима | Број становника према пописима | Број становника према пописима |
| ------------------------------ | ------------------------------ | ------------------------------ |
| 1991                           | 2002                           | 2011                           |
| 569                            | 696                            | 785                            |